# Cuộc đua kỳ thú (nhượng quyền)

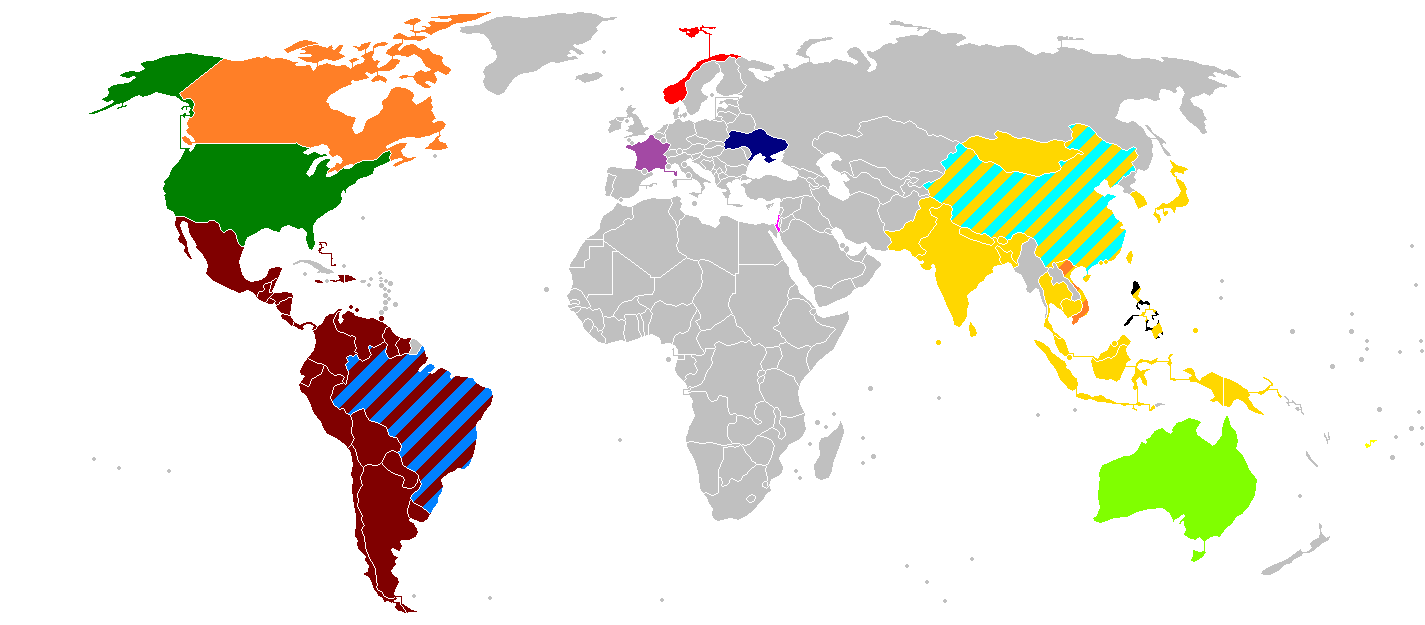
Countries and areas with their own version of The Amazing Race
The Amazing Race
The Amazing Race Asia
The Amazing Race: A Corrida Milionária (Brazil)
HaMerotz LaMillion ("The Race To The Million") (Israel)
The Amazing Race (Latin America)
The Amazing Race: China Rush and The Amazing Race China
The Amazing Race Australia
The Amazing Race Norge (Norway)
Velyki Perehony (Ukraine)
The Amazing Race Vietnam
Amazing Race (France)
The Amazing Race Philippines
The Amazing Race Canada

Phiên bản gốc của Cuộc đua kỳ thú là phiên bản Mỹ, ra mắt trên CBS vào ngày 5 tháng 9 năm 2001, với Phil Keoghan  với tư cách là người dẫn chương trình.  Vào tháng 10 năm 2005, CBS đã chọn Cuộc đua kỳ thú để nhượng quyền cho các quốc gia khác.

## Châu Á-Thái bình dương
The Amazing Race Asia là phiên bản châu Á đầu tiên của chương trình. Phiên bản khu vực đã được Buena Vista International Television - Asia Pacific (BVITV – AP) và Sony Pictures Television International mua vào tháng 10 năm 2005..
Tại Israel, vào ngày 8 tháng 4 năm 2008, mạng truyền hình Reshet của Israel đã công bố kế hoạch sản xuất phiên bản chương trình của họ, HaMerotz LaMillion. Phần đầu tiên của nó được công chiếu vào ngày 5 tháng 2 năm 2009, trên Kênh 2. Bốn mùa đầu tiên của chương trình được hợp tác sản xuất bởi Reshet và activeTV, một công ty sản xuất của Úc cũng đã sản xuất phiên bản châu Á của cuộc đua.  Kể từ mùa thứ năm, chương trình đã được sản xuất nội bộ bởi Reshet và vào năm 2017, Reshet đã ra mắt kênh riêng của họ, trở thành ngôi nhà mới của chương trình bắt đầu với mùa thứ sáu.
Vào tháng 3 năm 2010, một phiên bản tiếng Trung của chương trình, The Amazing Race: China Rush, đã được Disney – ABC International Television Châu Á Thái Bình Dương công bố.  Chương trình được sản xuất bởi công ty sản xuất quốc tế Fly Films có trụ sở tại Thượng Hải; trước đó công ty đã sản xuất Shanghai Rush vào năm 2009, một chương trình chịu ảnh hưởng nặng nề của The Amazing Race.  Phần đầu tiên được quay từ tháng 3 đến tháng 4 năm 2010 và được phát sóng vào tháng 8 năm 2010 bởi International Channel of Shanghai và được tổ chức bởi Allan Wu, người trước đó cũng đã tổ chức phiên bản châu Á. Phiên bản Trung Quốc chạy cho ba loạt phim, với phần cuối cùng đã kết thúc vào năm 2012. Năm 2014, Shenzhen Media Group thông báo họ đã mua bản quyền  Cuộc đua kỳ thú  và sẽ sản xuất một phiên bản Trung Quốc mới của  chương trình, không liên quan đến  China Rush  của Tập đoàn Truyền thông Thượng Hải. Chương trình được sản xuất bởi activeTV kết hợp với ABC Studios và được phân phối bởi Disney Media Distribution Châu Á Thái Bình Dương. Người dẫn chương trình cho 3 mùa giải đầu tiên là nam diễn viên gốc New Zealand Grant Bowler. Hai loạt phim được sản xuất vào năm 2011 và 2012 và sau một thời gian gián đoạn ngắn vào năm 2013, một phần khác được sản xuất trong nhà và không có activeTV vào năm 2014. Mùa giải này còn có sự tham gia của các đội đến từ cả Australia và New Zealand.  Sau 5 năm gián đoạn, chương trình đã được Network 10 hồi sinh vào năm 2019. Mùa giải mới này do Eureka Productions sản xuất và được tổ chức bởi cựu cầu thủ bóng đá rugby league Beau Ryan.  Phần đầu tiên của sự lặp lại của 10 - và phần thứ tư nói chung - được công chiếu vào ngày 28 tháng 10 năm 2019.
Vào ngày 26 tháng 3 năm 2011, có thông báo rằng TV5 đã mua được quyền sản xuất phiên bản Philippine của Cuộc đua kỳ thú. Mùa đầu tiên của The Amazing Race Philippines được phát sóng vào ngày 29 tháng 10 năm 2012 và kết thúc vào ngày 15 tháng 12 năm 2012. Derek Ramsay dẫn chương trình.  Chương trình được phát sóng mùa thứ hai vào năm 2014.
Việt Nam mua format là  The Amazing Race Vietnam - Cuộc đua kỳ thú . Nó được công bố vào ngày 1 tháng 3 năm 2012, bởi BHD Corp. và VTV3. Dustin Nguyễn giữ vai trò đạo diễn, điều hành sản xuất và dẫn chương trình mùa đầu tiên của chương trình. Mùa thứ 4 hiện đang được phát sóng với Phan Anh là người dẫn chương trình mới. Mùa thứ hai, thứ ba và thứ năm được phát sóng với Huy Khánh là người dẫn chương trình, trong đó Phan Anh là người dẫn chương trình trong mùa thứ tư. Sau ba năm gián đoạn, chương trình được hồi sinh với Song Luân là người dẫn chương trình.

## Châu Âu
Đến tháng 10 năm 2011, phiên bản Na Uy của chương trình có tiêu đề The Amazing Race Norge đã được TV 2 công bố. Đơn đăng ký được mở từ ngày 11 tháng 10 năm 2011 đến ngày 31 tháng 10 năm 2011. Quá trình quay phim diễn ra vào tháng 1 năm 2012. ex-football player Freddy dos Santos is the host of The Amazing Race Norge. Phần đầu tiên được công chiếu vào ngày 11 tháng 4 năm 2012. Phần thứ hai và mới nhất kết thúc vào ngày 29 tháng 5 năm 2013.
Vào ngày 23 tháng 3 năm 2012, phiên bản tiếng Pháp của chương trình đã được công bố.  Nó được sản xuất bởi Shine France cho D8 với quá trình quay phim diễn ra từ tháng 6 đến tháng 7 năm 2012. Công chiếu vào ngày 22 tháng 10 cùng năm.
Vào năm 2012, một phiên bản tiếng Ukraina của chương trình đã được công bố, được gọi là Velyki Perehony. It premiered on April 13, 2013, at 20:00.

## Châu Mỹ
Cuối năm 2006, một công ty sản xuất độc lập Nam Mỹ thông báo rằng họ sẽ sản xuất phiên bản tiếng Brazil vào năm 2007, có tên là  The Amazing Race: A Corrida Milionária , và sẽ được phát sóng trong khung thời gian đã mua  trong mạng Brazil RedeTV!.  Các ứng dụng được mở từ tháng Giêng cho đến tháng Bảy, và quá trình quay phim diễn ra trong tháng Tám và tháng Chín. Phần đầu tiên và duy nhất được công chiếu vào ngày 13 tháng 10 năm 2007 và kết thúc vào ngày 5 tháng 1 năm 2008.
Vào ngày 15 tháng 10 năm 2008, phiên bản Mỹ Latinh của chương trình đã được công bố bởi Discovery Channel Mỹ Latinh cùng với Disney và Harris Whitbeck đã trình bày chương trình. Phần đầu tiên được quay vào đầu năm 2009 và phát sóng vào cuối năm đó trên khắp Châu Mỹ Latinh và Caribe và phần thứ hai được phát sóng vào cuối năm 2010. Vào tháng 1 năm 2011, thông báo rằng Space đã mua lại  quyền sản xuất phần thứ ba của chương trình. Mùa thứ tư cũng được phát sóng tại Space vào tháng 9 năm 2012, nhưng chỉ gồm các đội Brazil với Paulo Zulu là người dẫn chương trình, thay thế Whitbeck. Trong mùa thứ năm, María Victoria "Toya" Montoya, một cựu thí sinh của mùa thứ ba, đã thay thế Whitbeck với tư cách là người dẫn chương trình thường xuyên của loạt phim.
Vào ngày 30 tháng 11 năm 2012, có thông tin tiết lộ rằng CTV sẽ sản xuất phiên bản Canada của  The Amazing Race .  Một thông báo do Phil Keoghan đưa ra được phát sóng trên kênh này vào ngày 2 tháng 12 năm 2012, tập của chương trình phiên bản Hoa Kỳ.  Chương trình được công chiếu vào ngày 15 tháng 7 năm 2013 với người đoạt huy chương vàng Olympic Jon Montgomery là người dẫn chương trình và kể từ đó đã phát sóng được bảy mùa.

## Phiên bản quốc tế

Logo mới nhất của The Amazing Race phiên bản Mỹ được sử dụng từ mùa 23 đến hiện tại.

The Amazing Race là một chương trình gameshow gồm những đội hai người đi vòng quanh thế giới. Các đội cố gắng về đích sớm nhất ở mỗi chặng để tránh khả năng bị loại. Các đội sẽ lần lượt bị loại đến khi chỉ còn lại 3 đội cuối cùng; lúc đó, đội về nhất ở chặng chung kết sẽ giành giải thưởng bằng tiền mặt trị giá 1 triệu đô la Mỹ.
Thí sinh đi đến nhiều nước khác nhau bằng nhiều phương tiện đi lại, bao gồm máy bay, taxi, xe hơi, xe lửa, thuyền. Những mật thư (clue) trong mỗi chặng sẽ chỉ các đội đến địa điểm tiếp theo hoặc hướng dẫn họ thực hiện một thử thách nào đó (bởi 1 hoặc cả hai thành viên trong đội). Những thử thách sẽ mô phỏng hoặc dựa trên đặc điểm địa lý và văn hóa bản xứ. Nếu một đội về chót trong một chặng của cuộc đua, họ có thể bị buộc ngừng tham gia tiếp hoặc phải chấp nhận những bất lợi đáng kể trong chặng tiếp theo.
Tạo ra bởi Elise Doganieri và Bertram van Munster, mùa đầu tiên đã được phát sóng ở Hoa Kỳ năm 2001 và giành được 8 giải Emmy cho "Chương trình truyền hình thực tế xuất sắc". Hiện nay bản quyền đã được bán cho trung Âu, châu Á, Brasil, Israel, Australia, Trung Quốc, Na Uy, Việt Nam, Philippines và Pháp. Phil Keoghan trở thành người dẫn chương trình nổi tiếng của The Amazing Race kể từ số đầu tiên. Jerry Bruckheimer là nhà sản xuất chính của chương trình.
Tính đến tháng 8 ngày 20, 2025, đã có 83 đội chiến thắng trong hơn 14 thương hiệu của Cuộc đua kỳ thú. Những người chiến thắng gần đây nhất là cao bồi Brendon Crawley và Jackson Dening, những người đã chiến thắng The Amazing Race Australia 5.

     Hiện vẫn phát sóng
     Phát sóng mùa sau
     Không phát sóng
     Không xác định
|                                                                     | Quốc gia/Lãnh thổ | Tên phiên bản | Phát óng | Chiến thắng | Dẫn chương chinh                                                                   | Phần thưởng                                                                                                |
| ------------------------------------------------------------------- | ----------------- | --- | --- | --- | ---------------------------------------------------------------------------------- | --- |
|                                                                     | Châu Á            | The Amazing Race Asia | AXN Asia | - Mùa 1, 2006–07: Zabrina Fernandez và Joe Jer Tee - Mùa 2, 2007–08: Adrian Yap và Collin Low - Mùa 3, 2008: Vince Chung và Sam Wu - Mùa 4, 2010: Richard Hardin và Richard Herrera - Mùa 5, 2016: Parul Shah và Maggie Wilson | - Allan Wu Tara Basro (5)                                                          | - 100.000 đô la Mỹ                                                                                         |
|                                                                     | Úc · New Zealand  | The Amazing Race Australia | Seven Network (1–3) TVNZ (TV2) (3) Network 10 (4–) | - Mùa 1, 2011: Tyler Atkins và Nathan Joliffe - Mùa 2, 2012: Shane Haw và Andrew Thoday - Mùa 4, 2019: Tim và Rod Sattler-Jones - Mùa 5, 2021: Brendon Crawley và Jackson Dening - Mùa 6, 2022: TBA | - Beau Ryan (4–) - Grant Bowler (1–3)                                              | - A$250.000                                                                                                |
| The Amazing Race Australia v New Zealand                            | Úc · New Zealand  | Mùa 3, 2014: Daniel Little và Ryan Thomas                                                                                                | Seven Network (1–3) TVNZ (TV2) (3) Network 10 (4–) | | - Beau Ryan (4–) - Grant Bowler (1–3)                                              | - A$250.000                                                                                                |
|                                                                     | Brasil            | The Amazing Race: A Corrida Milionária                                                                                                   | RedeTV! | - Mùa 1, 2007–08: Sane | - Rony Curvelo                                                                     | - R$500,000                                                                                                |
|                                                                     | Canada            | The Amazing Race Canada | CTV | - Mùa 1, 2013: Tim Hague, Sr. và Tim Hague, Jr. - Mùa 2, 2014: Mickey Henry và Pete Schmalz - Màu 3, 2015: Gino và Jesse Montani - Mùa 4, 2016: Steph LeClair avf Kristen McKenzie - Mùa 5, 2017: Sam Lambert bà Paul Mitskopoulos - Mùa 7, 2019: Anthony Johnson và James Makokis - Mùa 8, 2022: TBA | Jon Montgomery                                                                     | - 250.000 CA$ - two Chevrolet Cars - trip of two around the world - "gas for life" from Petro-Canada (2–3) |
| The Amazing Race Canada: Heroes Edition                             | Canada            | - Mùa 6, 2018: Courtney Berglind và Adam Kovacs                                                                                          | CTV | | Jon Montgomery                                                                     | - 250.000 CA$ - two Chevrolet Cars - trip of two around the world - "gas for life" from Petro-Canada (2–3) |
|                                                                     | Trung Quốc        | The Amazing Race: China Rush 极速前进：冲刺！中国                                                                                        | ICS Dragon TV (2–3) | - Mùa 1, 2010: Charlie Gale bà Rachel Chen - Mùa 2, 2011: Lily Li và Jan Höpper - Mùa 3, 2012: Liu Weiwei và Lei Sheng | Allan Wu                                                                           | Trip around the World                                                                                      |
| The Amazing Race China (Mùa 3–4) 极速前进 (Celebrity Edition)       | Trung Quốc        | Shenzhen TV | - Mùa 1, 2014: Zhong Hanliang và Jackie - Mùa 2, 2015: Han Geng và Wu Xin - Mùa 3, 2016: Guo Jingjing và Huo Qigang - Mùa 4, 2017: Jia Jingwen và Xiu Jiekai | - Allan Wu (1–4) - Andy On (1) | - Two trophies - Two Infiniti Q50 (1–2) - Money to donate - Pearl Necklace (3)     | |
|                                                                     | Pháp              | Amazing Race : la plus grande course autour du monde ! Amazing Race: the biggest race around the world!                                  | D8 | - Mùa 1, 2012: Anthony Martinage và Sonja Sacha | Alexandre Delpérier                                                                | 50,000 €                                                                                                   |
|                                                                     | Israel            | המירוץ למיליון HaMerotz LaMillion The Race to the Million                                                                                | Channel 2 (Reshet) (1–5) Channel 13 (6–) | - Mùa 1, 2009: Guy Osadon và Shay Kahana - Mùa 2, 2011–12: Bar Ben-Vakil và Inna Broder - Mùa 3, 2013: Talia Gorodess và Koby Windzberg - Mùa 4, 2014–15: Shay Gavriel và Shani Alon - Mùa 5, 2016: Amit và Raz Gal - Mùa 6, 2017–18: Evelin và Tohar Haimovich - Mùa 7, 2019: Tia Galili và Fay Jakite - Mùa 9, TBA: TBA | - Ron Shahar (2–Nay) - Raz Meirman (1)                                             | Bản mẫu:NIS                                                                                                |
| המירוץ למיליון: All Stars HaMerotz LaMillion: All Stars             | Israel            | - Mùa 8, 2020: Yael Carmon and Yosiel Neeman                                                                                             | Channel 2 (Reshet) (1–5) Channel 13 (6–) | | - Ron Shahar (2–Nay) - Raz Meirman (1)                                             | Bản mẫu:NIS                                                                                                |
|                                                                     | Mỹ Latin          | The Amazing Race en Discovery Channel The Amazing Race on Discovery Channel                                                              | Discovery Channel Latin America | - Mùa 1, 2009: Matías Franchini và Tamara Reichelt - Mùa 2, 2010: Mauricio và Carlos Coarasa | - Harris Whitbeck (1–3) - Paulo Zulu (4) - Toya Montoya (5–6) - Jaime Arellano (6) | - 250.000 đô la Mỹ (1–5) 100.000 đô la Mỹ (6)                                                              |
| The Amazing Race                                                    | Mỹ Latin          | Space TC Televisión (6) | - Mùa 3, 2011: Cristóbal và Nicolás Brain - Mùa 5, 2013: Ezequiel Sapochnik và Tobías de la Barra                                                            | | - Harris Whitbeck (1–3) - Paulo Zulu (4) - Toya Montoya (5–6) - Jaime Arellano (6) | - 250.000 đô la Mỹ (1–5) 100.000 đô la Mỹ (6)                                                              |
| The Amazing Race: Edição Brasil The Amazing Race: Brazilian Edition | Mỹ Latin          | Space TC Televisión (6) | - Mùa 4, 2012: Daniel Belém vàCésar Curti | | - Harris Whitbeck (1–3) - Paulo Zulu (4) - Toya Montoya (5–6) - Jaime Arellano (6) | - 250.000 đô la Mỹ (1–5) 100.000 đô la Mỹ (6)                                                              |
| The Amazing Race: Ecuador                                           | Mỹ Latin          | Space TC Televisión (6) | - Mùa 6, 2014: Juan Carlos Estrada và Giovanni López | | - Harris Whitbeck (1–3) - Paulo Zulu (4) - Toya Montoya (5–6) - Jaime Arellano (6) | - 250.000 đô la Mỹ (1–5) 100.000 đô la Mỹ (6)                                                              |
|                                                                     | Na Uy             | The Amazing Race Norge | TV 2 | - Mùa 1, 2012: Morten và Truls Bjerke - Mùa 2, 2013: Omar và Bilal Ishqair | - Freddy dos Santos                                                                | - Bản mẫu:NOK and two cars - Subaru XV (1) - Subaru Forester(2)                                            |
|                                                                     | Philippines       | The Amazing Race Philippines | TV5 | - Mùa 1, 2012: LJ Moreno và CJ Jaravata - Mùa 2, 2014: Matt Edwards và Phoebe Walker | - Derek Ramsay                                                                     | - ₱2.000.000 (1) - ₱2.000.000 + 2 Kia Sportage + 2 House and Lot Properties (2)                            |
|                                                                     | Ukraina           | Великі Перегони Velyki Perehony Great Race                                                                                               | 1+1 | Mùa 1, 2013: Valeria Nikiforets và Bohdana Primak | - Oleksandr "Fozzy" Sydorenko                                                      | - ₴500,000                                                                                                 |
|                                                                     | Hoa Kỳ            | The Amazing Race (Flagship/Original Edition)                                                                                             | CBS | - Mùa 1, 2001: Rob Frisbee và Brennan Swain - Mùa 2, 2002: Chris Luca và Alex Boylan - Mù 3, 2002: Flo Pesenti và Zach Behr - Mùa 4, 2003: Reichen Lehmkuhl và Chip Arndt - Mùa 5, 2004: Chip và Kim McAllister - Mùa 6, 2004–05: Freddy Holliday và Kendra Bentley - Mùa 7, 2005: Uchenna và Joyce Agu - Mùa 9, 2006: B. J. Averell vad Tyler MacNiven - Mùa 10, 2006: Tyler Denk và James Branaman - Mùa 12, 2007–08: TK Erwin and Rachel Rosales - Mùa 13, 2008: Nick and Starr Spangler - Mùa 14, 2009: Tammy and Victor Jih - Mùa 15, 2009: Meghan Rickey and Cheyne Whitney - Mùa 16, 2010: Dan and Jordan Pious - Mùa 17, 2010: Nat Strand and Kat Chang - Mùa 19, 2011: Ernie Halvorsen and Cindy Chiang - Mùa 20, 2012: Rachel and Dave Brown, Jr. - Mùa 21, 2012: Josh Kilmer-Purcell and Brent Ridge - Mùa 22, 2013: Bates and Anthony Battaglia - Mùa 23, 2013: Jason Case and Amy Diaz - Mùa 25, 2014: Amy DeJong and Maya Warren - Mùa 26, 2015: Laura Pierson and Tyler Adams - Mùa 27, 2015: Kelsey Gerckens and Joey Buttitta - Mùa 28, 2016: Dana Alexa Borriello and Matt Steffanina - Mùa 29, 2017: Brooke Camhi and Scott Flanary - Mùa 30, 2018: Cody Nickson and Jessica Graf - Mùa 32, 2020: Will Jardell and James Wallington - Mùa 33, 2022: TBA | Phil Keoghan                                                                       | 1.000.000 đô la Mỹ                                                                                         |
| The Amazing Race: Family Edition                                    | Hoa Kỳ            | Mùa 8, 2005: Nick, Alex, Megan và Tommy Linz                                                                                             | CBS | | Phil Keoghan                                                                       | 1.000.000 đô la Mỹ                                                                                         |
| The Amazing Race: All-Stars                                         | Hoa Kỳ            | - Mùa 11, 2007: Eric Sanchez và Danielle Turner - Mùa 24, 2014: Dave và Connor O'Leary                                                   | CBS | | Phil Keoghan                                                                       | 1.000.000 đô la Mỹ                                                                                         |
| The Amazing Race: Unfinished Business                               | Hoa Kỳ            | Mùa 18, 2011: Kisha và Jen Hoffman | CBS | | Phil Keoghan                                                                       | 1.000.000 đô la Mỹ                                                                                         |
| The Amazing Race: Reality Showdown                                  | Hoa Kỳ            | Muad 31, 2019: Colin Guinn và Christie Woods                                                                                             | CBS | | Phil Keoghan                                                                       | 1.000.000 đô la Mỹ                                                                                         |
|                                                                     | Việt Nam          | Cuộc đua kỳ thú The Amazing Race Vietnam                                                                                                 | VTV3 (1–2, 4, 6) VTV6 (3, 5) VTV9 (5) | Mùa 1, 2012: Saetti Baggio và Thành Phúc | Dustin Nguyen                                                                      | 300,000,000₫                                                                                               |
| Cuộc đua kỳ thú The Amazing Race Vietnam (Celebrity Edition)        | Việt Nam          | - Mùa 2, 2013: Trần Thị Thu Hiền and Diệp Lâm Anh - Mùa 3, 2014: Hương Giang and Criss Lai - Mùa 6, 2019: Đặng Thị Lệ Hằng and H'Hen Niê | VTV3 (1–2, 4, 6) VTV6 (3, 5) VTV9 (5) | Huy Khánh (2–3) Song Luân (6) Hương Giang (6) |                                                                                    | 300,000,000₫                                                                                               |
| Cuộc đua kỳ thú The Amazing Race Vietnam (Celebrities vs. Fans)     | Việt Nam          | - Mùa 4, 2015: Trần Ngọc Anh and Đỗ Nhật Anh                                                                                             | VTV3 (1–2, 4, 6) VTV6 (3, 5) VTV9 (5) | Phan Anh |                                                                                    | 300,000,000₫                                                                                               |
| Cuộc đua kỳ thú The Amazing Race Vietnam (All-Stars)                | Việt Nam          | - Mùa 5, 2016: Đinh Tiến Đạt và Lincoln Thúc Lĩnh                                                                                        | VTV3 (1–2, 4, 6) VTV6 (3, 5) VTV9 (5) | Huy Khánh |                                                                                    | 300,000,000₫                                                                                               |

### Quốc gia/Lãnh thổ trong phiên bản đa quốc gia
| Khu vực  | Quốc gia/Lãnh thổ |
| -------- | --- |
| Châu Á   | - Việt Nam - Trung Quốc - Indonesia - Malaysia - Singapore - Philippines - Hàn Quốc - Nhật Bản - Thái Lan - Đài Loan - Mông Cổ - Papua New Guinea - Campuchia - Hong Kong - Macau - Brunei - Pakistan - Ấn Độ - Sri Lanka - Maldives - Nepal - Bangladesh |
| Mỹ Latin | - Brasil - Perú - Uruguay - Bolivia - Venezuela - Chile - Paraguay - Panamá - México - Guyana - Comoros - Costa Rica - Cộng hòa Dominica - Guatemala - Curaçao - Argentina                                                                                |